# Port Hills

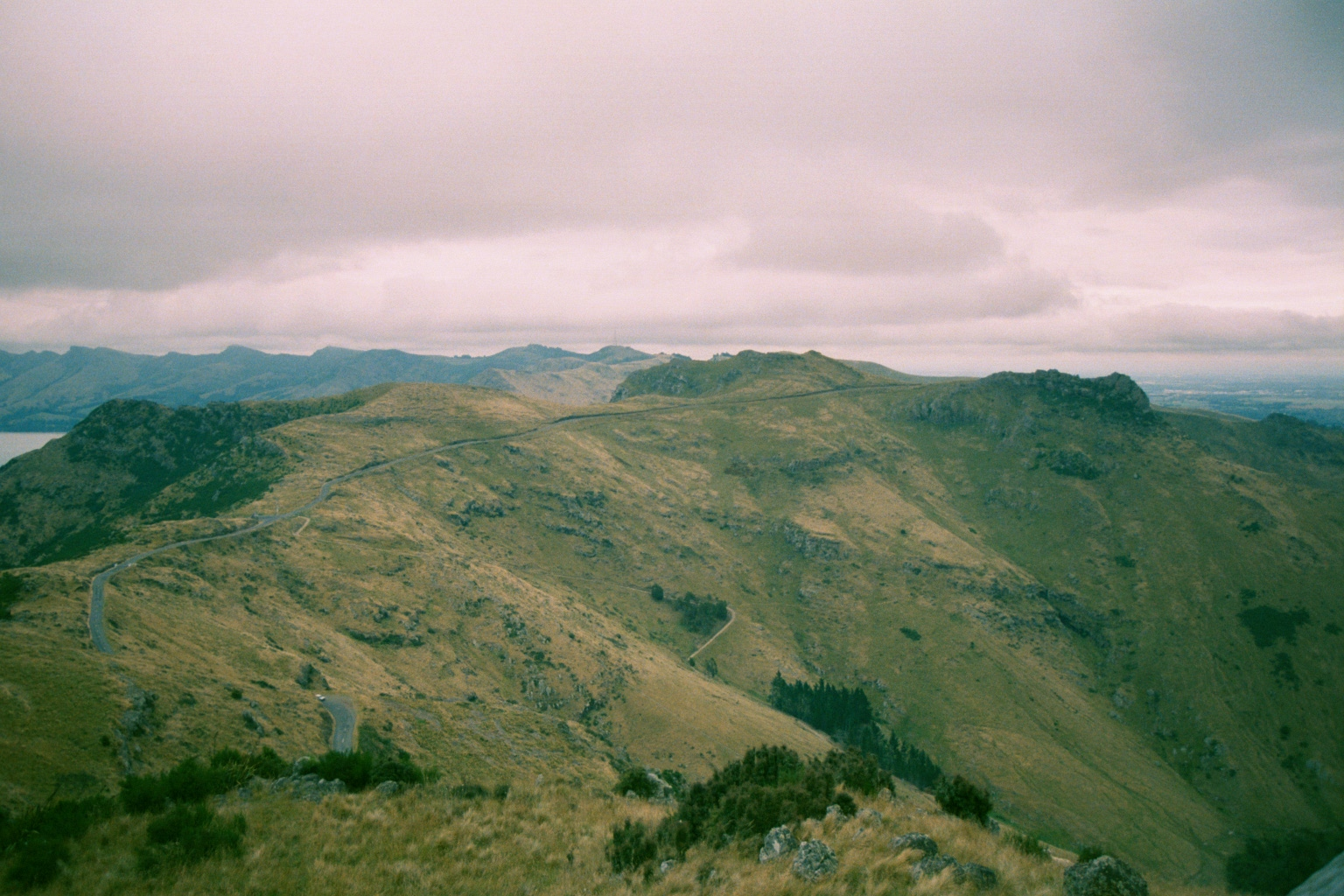
Die Port Hills mit der Summit Road

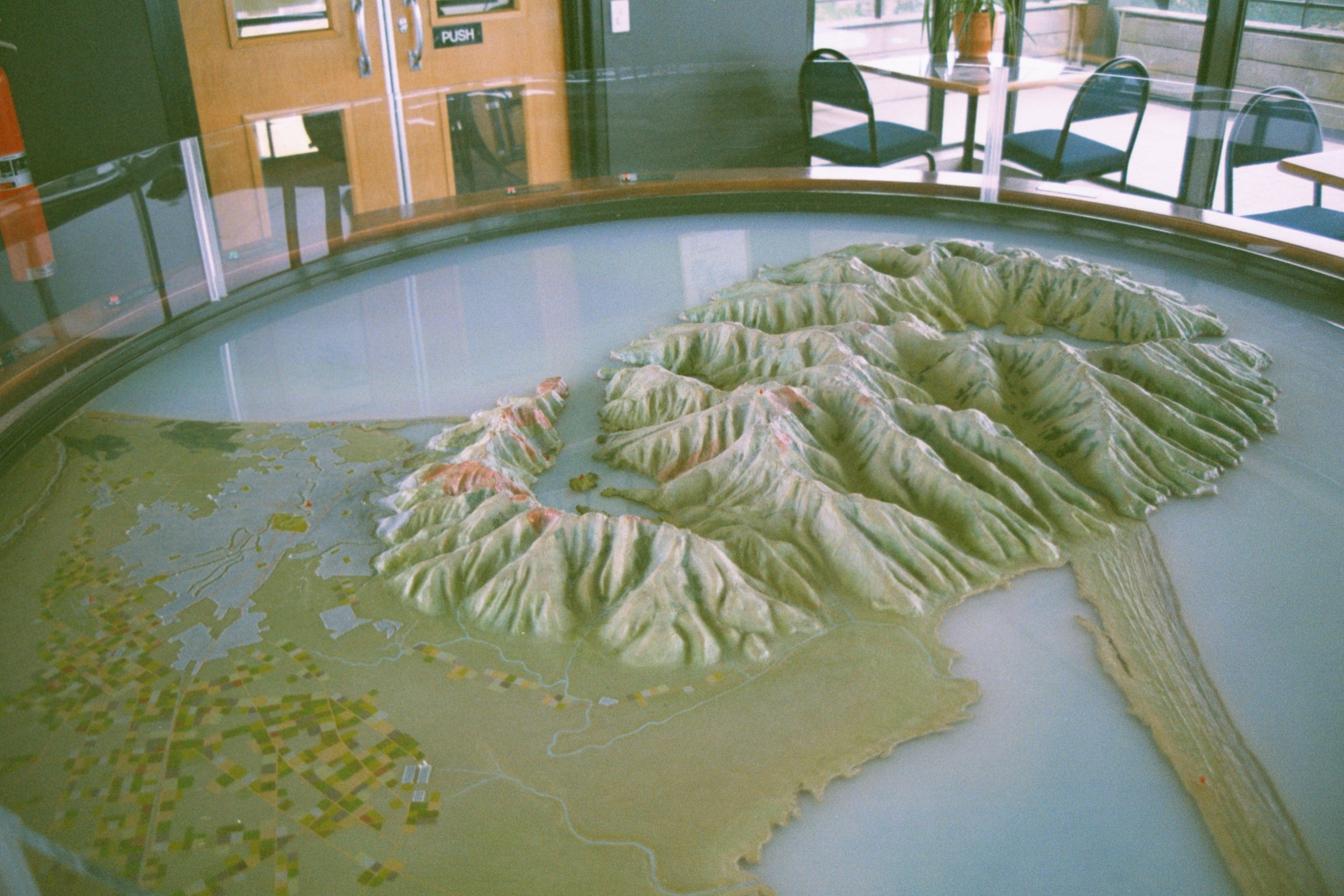
Modell der Banks Peninsula; die Port Hills sind der vulkanische Hügelzug links

Die Port Hills sind eine Hügelkette zwischen dem Hafen Lyttelton und der Stadt Christchurch in der Region Canterbury auf der Südinsel von Neuseeland.

## Entstehung
Die Port Hills sind die übrig gebliebene Teile des zwölf Millionen Jahre alten Lyttelton Vulkankraters. Die höchsten Erhebungen der Hügel erheben zwischen 350 und knapp 500 Meter über dem Meeresspiegel.

## Nutzung
Mehrere Vorstädte von Christchurch erstrecken sich über die nördlichen Hänge der Hügel, andere Teile werden für Land- und Forstwirtschaft genutzt.
Die Summit Road („Gipfelstraße“) verläuft oben auf den Hügeln und ist eine besonders von Touristen gern genutzte Route. Ein Straßentunnel und ein separater Eisenbahntunnel unter den Hügeln durch verbinden Lyttelton und Christchurch. Drei Straßen überqueren die Port Hills via Evans-, Dyers- und Gebbiespass.
Die Hügel sind ein wichtiges Erholungsgebiet für Bürger der Stadt Christchurch, da es in der Bergkette viele öffentliche Parks und Reservate gibt, was auch Mountainbike- und Wanderwege einschließt. Die Christchurch Gondola fährt auf den Gipfel des Mount Cavendish (448 m).
In der Zeit der frühen europäischen Ansiedlung formten die Port Hills eine schwer überwindbare Barriere zwischen dem Hafen und der Ebene von Christchurch, da durch die Steil- und Rauheit der Hügel der Straßenbau nicht ohne Schwierigkeiten erfolgen konnte. Erst mit der Anlage der Tunnel durch die Berge war der Hafenbereich einfach zu erreichen.